# نامان که‌یتا
نامان که‌یتا (فرانسوی: Naman Keïta‎؛ زادهٔ ۹ آوریل ۱۹۷۸) دونده اهل فرانسه بود.